# Вальганна
Вальганна (итал. Valganna) — коммуна в Италии, располагается в провинции Варесе области Ломбардия.
Население составляет 1462 человека (2008 г.), плотность населения составляет 122 чел./км². Занимает площадь 12 км². Почтовый индекс — 21039. Телефонный код — 0332.
Покровителями коммуны почитаются святой Христофор, память 25 июля, и святой Гемол, память 4 февраля.

## Демография
Динамика населения:

## Администрация коммуны
- Официальный сайт: